# Fiktive personer i Lost
Den amerikanske tv-serie Lost har en stor rolleliste, af både hovedpersoner, biroller og gæstestjerner.

## De Strandede
De Strandede, eller The Castaways, er den gruppe på 72 (71 mennesker og hunden Vincent), der alle overlever flystyrtet på øen. De var efter styrtet fordelt i tre forskellige dele af flyet Oceanic Flight 815, der var på vej fra Sydney til Los Angeles.

### Hovedpersoner
- Kate Austen
- Boone Carlyle
- Michael Dawson
- James "Sawyer" Ford
- Sayid Jarrah
- Sun-Hwa Kwon
- Jin-Soo Kwon
- Walt Lloyd
- Claire Littleton
- John Locke
- Charlie Pace
- Hugo "Hurley" Reyes
- Shannon Rutherford
- Jack Shephard
- Desmond David Hume
- Benjamin Linus
- Juliet Burke
- Ana-Lucia Cortez
- Libby
- Mr. Eko
- Nikki Fernandez
- Paulo
- Miles Straume
- Charlotte Staples Lewis
- Daniel Faraday

### Biroller

#### Rose Nadler
Rose Nadler har været en del af serien siden første sæson. Hun var blandt de 48 der overlevede fra Oceanic Flight 815s midtersektion, og de første dage på øen, isolerer hun sig socialt, ene og alene fordi hendes mand var i en anden del af flyet. De mødte hinanden en vinteraften, hvor Roses bil havde startproblemer, og Bernard kom til hendes undsætning. Deres forhold blev indledt over en kop kaffe og nåede sit potentielle klimaks da Bernard frier til hende på en restaurant. Ved samme lejlighed fortæller Rose at hun kun har omkring et år tilbage at leve i. Bernard opgiver imidlertid ikke sin forlovede og bringer hende til en healer i Australien, der må overgive den besked at han ikke kan hjælpe hende. De rejser med Oceanic Flight 815 tilbage, og flyet styrter mens Bernard er på toilettet i flyets haleparti. Efter styrtet mærker Rose øjeblikkeligt at øen har renset hendes krop for sygdommen; En oplevelse hun deler med Locke, der var paralyseret i benene før styrtet. Rose genforenes med Bernard efter 48 døgn, hvor hun ikke et sekund tvivlede på at han var i live.

#### Bernard Nadler
Bernard Nadler er Roses forlovede. Det var på trods af, at Rose havde ca. et år tilbage at leve i, at han friede til hende. I et desperat håb om at helbrede hende, bragte han hende til en healer i Australien, og han rejste tilbage i den tro, at det var lykkedes. Da flyet styrter ned, ender Bernard op sammen med halepartiets overlevende.
Da halepartigruppen forenes med Jin, Michael og Sawyer fortæller de at Rose lever i bedste velgående. Han forenes med Rose efter 48 døgn. I "S.O.S." vil Bernard bygge et kæmpe S.O.S.-skilt af forstenede lavastykker, så forbipasserende fly og eventuelt satellitter kan spotte The Castaways. Det sker uden Roses støtte, og hun begrunder det med at øen har healet hende. Med denne besked in mente beslutter de at aldrig vende hjem. I "Through the Looking Glass" bliver Bernard sammen med Jin og Sayid i lejren for at udføre bagholdet mod De Andre, der kommer for at kidnappe alle gravide kvinder. Bagholdet mislykkedes og Bernard er tæt på at miste livet.

#### Edward Mars
Edward Mars er den politibetjent der jagtede Kate i de tre år op til flystyrtet. Da Oceanic Flight 815 styrter rammes han i ansigtet af en kuffert, og efter styrtet vågner han med en metalsplint i sidebenene. Jack kan ikke helbrede ham, og Edward dør tre dage efter styrtet.

#### Cindy Chandler
Cindy Chandler er stewardesse på Oceanic Flight 815. Hun ender sammen med halepartiets overlevende og bliver, kort før halepartiet og midtersektionens forening, kidnappet af De Andre. Nær The Hydra møder hun Jack, og samarbejder tilsyneladende med De Andre.

#### Leslie Arzt
Leslie Arzt var i Sydney for at møde en kvinde han havde snakket med over internettet. De fandt en restaurant, men kvinden forsvandt uden videre og Leslie blev efterladt i Sydney. I stedet for at blive resten af tiden, bookede han sin hjemrejse om, og endte på Oceanic Flight 815.
På øen dedikerer han store portioner af sin tid på at udforske øens mange ukendte dyrearter. Han fortæller bl.a. Nikki om Medusa-edderkoppen, som hun senere smider på sin kæreste Paulo, resulterende i hans kropslige lammelse og levende begravelse.
Arzt er med på ekskursionen til Den Sorte Klippe for at bringe dynamit til The Hatch. Han eksploderer efter uansvarlig omgang med den dynamit, han ellers havde advaret resten af gruppen så detaljeret om.
Han bryder sig ikke om sit eget fornavn og insisterer på at blive kaldt "Arzt." Hurley kalder ham ved en fejltagelse "Arnzt," og konfronteres med at de niendeklasser Arzt underviser sagtens kan udtale det.

#### Aaron Littleton
Aaron Littleton er Claires baby. Han blev født i slutningen af første sæson og navngivet Aaron. Han bliver dødt af Mr. Eko i anden sæson, og Eko fortæller hendes også at Aaron er et bibelsk navn.
Aaron bliver stjålet fra Claire af Danielle i "Exodus," men bringes uskadt tilbage af Sayid og Charlie. I "Maternity Leave" frygter Claire at Aaron har fanget en sygdom, specielt med de varslinger Danielle har leveret, og ender med at finde Dharma Initiative-stationen The Staff. Den ønskede medicin er ikke at finde på stationen, men Aarons sygdom forsvinder naturligt.

#### Vincent
Vincent er Walts labradorhund. Hunden figurerer allerede i "Pilot: Part 1," som første figur i serien med undtagelse af Jack.

## Allerede på øen

### Danielle Rousseau
Danielle Rousseau er den franske kvinde, der har boet på øen i over 16 år. Hun er i spøg også kaldet The French Chick ("den franske tøs").

## Fragtskibet

### Naomi Dorrit
Portugisiske Naomi Dorrit nødlander i faldskærm på øen i "Catch-22". Desmond, Charlie, Hurley og Jin finder hende i junglen, efter en jagt på at realisere Desmonds fremtidsvisioner. Med sig har Naomi en avanceret satellittelefon, og hun påstår af være udsendt af Penny. Det er imidlertid noget Penny afkræfter at have kendskab til i "Through the Looking Glass," hvor Naomi får kastet en kniv i ryggen af John Locke. Hun overlever længe nok til at kravle ind i junglen, overfalde Kate og tvinge hende til at udlevere satellittelefonen. Hendes sidste ord bliver "Sig til min søster, at jeg elsker hende" – Noget der angiveligt var kodesprog for, at nogen holdt hende på skudhold.

### Daniel Faraday
Daniel Faraday lander på øen 23. december 2004 efter at være styrtet med en helikopter. Han møder Jack og Kate i junglen om natten, og sammen forsøger de at finde resten af Daniels team.

### Frank Lapidus
Frank Lapidus var oprindeligt ham, der skulle have fløjet Oceanic Flight 815. Derfor var det også ham, der fløj den helikopter, der, efter et stormvejr, styrtede ned på øen, omend han manøvrerede landingen således, at helikopterens skader var minimale.

### Miles Straume
Før Miles Straume blev hyret til Matthew Abbadon og Naomis team, var han i stand til at kommunikere med den spirituelle verden. I et forsøg på at få en død søn til at vige bort fra moderens hus, finder han en skakt med narkotika og penge. På øen er han suspekt overfor både Jack og Kate, og den samme mangel på almen tillid, vises også i "Confirmed Dead"-flashback, hvor han tæller sin betaling efter.

### Charlotte Lewis
Charlotte Staples Lewis udgraver i Tunesiens ørken et isbjørneskelet, der ved sin side har det Dharma Initiative-logo fra The Hydra. På øen ender hun op sammen med John Lockes flok, hvor hun forsøges dræbt af Ben.
Hun er opkaldt efter Narnia-forfatteren Clive Staples Lewis og deler navn med skuespilleren Charlotte Lewis.

### George Minkowski
George Minkowski opererer som kontaktperson på fragtskibet. Hvad han ellers har af opgaver, er uvist.

## De Andre (The Others)

### Tom
Tom, eller Mr. Friendly, spillet af M. C. Gainey, er et regulært medlem af De Andre. Han optræder første gang i "Exodus," iført slidte klude og et falsk fuldskæg. Han bliver skudt i "Through The Looking Glass" af Sawyer, som hævn for at have kidnappet Walt.

### Alex
Alexandra "Alex" Rousseau er Danielle Rousseaus datter, der blev kidnappet kort efter hendes fødsel. Hun påstås også at være datter til Benjamin Linus, men det betvivles, at dette bånd er biologisk. Ikke mindst fordi Danielle angiveligt var gravid før hun ankom til øen (Eftersom hun overlevede, må hun have undfanget før hun kom til øen), og Ben har boet der, siden han var en dreng.

### Ethan Rom
Ethan Rom, spillet af William Mapother, er kirurg for De Andre. Det var ham, der indfiltrerede The Castaways, samt kidnappede Claire og Charlie. Han bliver skudt af Charlie, kort efter Claires tilbagevenden. 
Siden har Mapother spillet Ethan flere gange i flashbacks, end da figuren var i live.

### Richard Alpert
Richard Alpert har været en del af De Andre, fra før de af Dharma Initiative blev kaldt The Hostiles. Han rekrutterede blandt andre Ben og Juliet. Richard karakteriseres især ved ikke at aldre. Da Ben forlader flokken for at stoppe de overlevende, før de når radiotårnet, bedes Richard anføre dem mod The Temple.

### Mikhail Bakunin
Mikhail Bakunin er en russisk loyalist overfor Benjamin Linus. Han bor på kommunikations-posten The Flame, indtil den opdages og destrueres af Locke, der på udflugten er akkompagneret af Sayid, Kate og Danielle. Bakunin overlever at blive skubbet gennem det supersoniske forsvarshegn, der omgiver barakkerne, og dukker op umiddelbart efter Naomi lander på øen.

### Danny Pickett
Danny Pickett arbejder for De Andre. Sun skyder hans kone, under De Andres forsøg på at kidnappe hende; Pickett forsøger – uden held – at gengælde hans smerter mod Sawyer og Kate, men standses først af Jack, og senere af sin kollega Juliet.

### Karl
Karl er Alex' kæreste. Han introduceres i "A Tale of Two Cities," hvor han sidder i buret overfor Sawyer, og kort tid efter udfører et flugtforsøg Sawyer også involveres i. Han er kæreste med Danielles datter, Alex.

### Goodwin
Goodwin arbejder med stort ansvar på The Tempest, er gift med Harper og har en affære med Juliet; Et romantisk forhold Ben ser sig så sur og jaloux på, at han med morderiske bagtanker sender Goodwin ud til halesektionens overlevende, hvor han, som forudset, bliver dræbt af Ana Lucia.

### Harper
Harper er Goodwins kone og Juliets terapeut. Hun opdager affæren mellem hendes mand og øens lovende fertilitets-forsker, men har ikke held med at standse det, før Ben gør det på den drastiske vis, Harper advarede Juliet mod.

### Isabel
Isabel er en af de højerestående medlemmer af De Andre. Hun snakker og læser blandt andet kinesisk. På øen er det hende, der iværksatte efterforskningen af Juliets drab på Danny Pickett.

### Jacob
Jacob er den mystiske leder af De Andre, der endnu ikke er set. Han har en forbindelse til Locke, der skaber så meget frygt i Ben, at han skyder Locke og lader ham falde ned i en grav med skeletter.

### Bea Klugh
Bea Klugh er en Other, der blev introduceret i slutningen af anden sæson. Hun myrdes af Mikhail foran The Flame, efter eget loyalistisk ønske.

### Colleen "Cole" Pickett
Colleen er Danny Picketts kone. Hun dræbes af Sun i begyndelsen af tredje sæson.

### Ryan Pryce
Ryan Price dør i afslutningen af tredje sæson.

## Dharma Initiative

### Dr. Marvin Candle / Dr. Mark Wickmund / Dr. Edgar Halowax
En doktor, hvis rigtige navn endnu ikke kendes, og figurerer på alle de orienterings videoer, der er på øens forskningsstationer. Det er uvist, hvorfor han skifter navn på hver video.

### Gerald og Karen DeGroot
Gerald og Karen DeGroot var forskere, involveret i grundlæggelsen af Dharma-initiativet, som beskrevet på introduktionsvideoen i The Swan.

### Alvar Hanso
Alvar Hanso er en dansk forretningsmand, der finansierer, eller har finansieret Dharma-projektet. Desuden ligger Hanso Foundations' hovedkvarter i København.

### Roger Linus
Roger Linus er Bens far. Han blev ansat som pedel for Dharma Initiativet, og bragte således sin søn, Ben, med til øen. Samtidig led Roger under alkoholproblemer og bebrejdede Ben for sin kones død.
Han bliver myrdet af Ben med en gasgranat. Denne handling er et led i "Udrensningen."

## Flashbacks & flashforwards

### Anthony Cooper
Anthony Cooper er Lockes far. Han er en svindler, der har gået under flere navne, bl.a. Anthony Cooper, Adam Seward og Tom Sawyer. Han er den "originale Sawyer", der var grundlaget for Sawyers forældres død, og er derfor den mand, Sawyer har dedikeret sit liv til at finde.
Da Anthonys nyre svigter, opsøger han, sammen med moderen, John Locke, og svindler sig til hans. Locke, der i god tro tror på det faderlige bånd til Anthony, bliver såret og går med vrede i mange år. Da Anthony forsøger at indlede et ægteskab med en kvinde, og Locke forsøger at standse det, skubber han Locke ud fra en høj bygning, og forårsager Lockes fireårige lammelse i benene. Locke får imidlertid sin hævn, da han, af Ben, får til at opgave at dræbe sin egen far. Omend, han ikke selv er i stand til at dræbe, løses opgaven; Ikke af Locke, men af Sawyer.

### Kelvin Joe Inman
Kelvin Joe Inman var på The Swan længe før Desmond kom til øen.
Det er også Kelvin, der under en invasion i Irak, gav Sayid mulighed for at "gøre det rigtige." Sayid vender sig imod sin overordene, for at skaffe oplysninger om kidnappede piloter.

### Nadia Jazeem
Nadia Jazeem er en af Sayids torturofre, som han knytter et stærkt bånd til.
I USA reparerer Locke noget i hendes hus. Hun reddes også af Charlie, fra et overfald.

### Christian Shephard
Christian Shephard er Jack og Claires far. Han er død før ankomsten til øen, men er forsvundet fra sin kiste, og figurerer desuden i visioner; Ikke bare relateret til Jack, men også relateret til den mystiske Jacobs hytte.

### Sarah Shephard
Sarah Shephard er Jacks ekskone. De mødte hinanden, efter Sarah var involveret i en bilulykke, hvori Shannons biologiske far dør, og Sarah lammes i benene. Med et mirakel lykkedes det Jack at helbrede hende, og hun kan som ønsket "danse til sit bryllup."
Med tiden, glider deres forhold ud på et uopretteligt sidespor, hvor ikke bare Jack kysser med en pårørende til en patient, også Sarah har "en ved siden af." Krisen ender i en skilsmisse, der kun eskalerer, da Jack beskylder sin far for at sove sammen med Sarah. Jack finder ud af, at det ikke er hans far.
Juliet fortæller Jack, at Sarah er lykkelig med sin nye kæreste.

### Penelope Widmore
Penelope Widmore er Desmonds kæreste, og datter af Charles Widmore der, ifølge Ben, forsøger at finde øen og udnytte den økonomisk. Hun møder Desmond, under en vintransport fra selvsamme kloster som han er flygtet til. Hun opsiger store dele af sit luksuriøse liv, for at flytte sammen med Desmond, men deres forhold ender, efter de er blevet fotograferet ved en havn.

### Jae Lee
Jae Lee er en koreansk rigmandssøn, der ægteskabsmæles med Sun, før hun møder Jin. Indledningsvist tror Sun, at de to har en fremtid sammen, indtil Jae afslører, at de kan bruge ægteskabet til at sætte sig selv frie; Et ønske han har, fordi han har mødt en kvinde i USA.
Da problemerne mellem Jin og Sun eskalerer, beslutter hun sig endegyldigt for at tage til USA, og efterlade Jin. Derfor behøver hun engelskundervisning, og den får hun bag Jins ryg, af netop Jae. Desuden, indleder de en romantisk og seksuel affære. En affære, der opdages af Mr. Paik, Suns far. Han beordrer derfor Jin til at "levere en besked" og "gøre det færdigt" med Jae. Jin ved ikke hvorfor, eller, at Sun kender manden. Jin banker Jae, men har ikke modet til at slå ham ihjel. Kort efter, at Jin har forladt Jaes residens, springer Jae ud fra en balkon og dør.

### Yemi
Yemi er Mr. Ekos bror. Han er præst i Nigeria, og en moralsk og politisk korrekt mand. Han blev frelst fra et kriminelt liv, af sin bror, da de stadig var drenge. Soldater kom til byen og ville, for at statuere et eksempel, tvinge Yemi til at skyde en gammel mand. Eko tog pistolen ud af Yemis hånd, skød manden, og blev taget med soldaterne i stedet for.
Da Eko en dag, mange år efter, dukker op for at få hjælp fra Yemi, lægger han ikke skjul på de rygter, han har hørt om sin bror. Det er først da Ekos håndlangere truer med at brænde kirken ned, at Yemi "kryber til korset," og forfalsker papirer, der gør Eko og hans håndlangere til præster, således at de kan flyve et narkotikalager over Nigerias grænser.
Yemi dukker op på flyvepladsen, kort før afgang, for at forhindre sin bror i at tage af sted. Militæret ankommer til flyvepladsen og skyder ved en fejl Yemi. Liget trækkes om bord på flyet, der styrter ned på øen.

### Cassidy Phillips
Cassidy Philips er en af de kvinder, Sawyer forsøger at svindle penge ud af. Hun "opdager", hvad han laver, og sammen udfører de svindelnumre sammen, over de efterfølgende måneder; Kun for, at hun senere kan opdage, at Sawyer har udført et "long con" mod hende, og hele tiden har haft kendskab til en sum penge, hun ellers påstod ikke at være i besiddelse af. Senere, møder Cassidy Kate på en tankstation, og hun hjælper Kate med at få en længe ønsket samtale med sin mor. Cassidy fortæller også Kate om Sawyer, dog uden at nævne hans navn.

### Sam Austen
Sam Austen er Kate Austens stedfar. Han er ansat ved militæret.

### Ms. Hawking
Ms. Hawking arbejder som salgsassistent i den guldsmed, hvor Desmond Hume vil købe forlovelsesringen til Penelope Widmore.
Hun kender til Desmonds skæbne og fremtid, og fortæller ham meget af, hvad han behøver at vide, om Universets måde at rette sine fejl på.

### Helen
Helen er John Lockes kæreste gennem en periode, hvor han har svært ved at komme sig over sin fars bondefangeri. Han ender med at miste hende, fordi han, efter adskillige løfter, ikke kan give slip på sin vrede mod faderen.

### Mr. Kwon
Mr. Kwon er Jin-Soo Kwons far. Han er fisker i en koreansk landsby.

### Mr. Paik
Mr. Paik er en koreansk rigmand og far til Sun-Hwa Kwon.

### Randy Nations
Randy Nations er både John Locke og Hugo "Hurley" Reyes' tidligere chef.

### Richard Malkin
Richard Malkin er en synsk person, der både har kontakt til Claire Littleton og Mr. Eko. Han forudser under en læsning af Claire, at hun vil styrte ned på øen, og han er ikke med til at afværge at det sker. Tværtimod. Han lokker hende med Oceanic Flight 815, med en historie om, at hun skal møde en potentielt adoptionspar i Los Angeles.
Mr. Eko kommer i kontakt med en familie, hvis pige efter at have været død, vågnede op til obduktionen. Richard Malkin viser sig at være indblandet i den sag.

### Diane Janssen
Diane Janssen er Kate Austens mor. Hun boede med Wayne og Kate på en lille amerikansk gård, og arbejdede på en café. Hun ekspederede bl.a. James "Sawyer" Ford på caféen.
Kate får et personligt had til Wayne, efter hun opdager, at hendes mor får tæsk af ham. Hun planlægger derfor et attentat, og springer deres hus i luften en dag, hvor kun han befinder sig i det. Hun udløser en forsikring på huset, giver den til sin mor og indleder den mangeårige flugt op til flystyrtet.
Diane bliver svært syg af kræft, og på hospitalet er det sidste gang, de nogensinde ser hinanden.

### Susan Lloyd
Susan Lloyd er Michael Dawsons ekskone og Walt Lloyds mor. Hun er jurauddannet og succesrig inden for international ret, hvilket eventuelt tvinger hende til udlandet. Hun tager Walt med sig og efterlader Michael, fordi deres forhold bristede.
Da hun opholder sig i Amsterdam finder hun sammen med Bryan Porter, og efter en lang juridisk kontrovers får Porter lov til at adoptere Walt.
Mens de bor i Sydney får Susan en blodsygdom, der koster hendes liv. Porter tager til New York for at overtale Michael til at tage Walt tilbage.

### Jason McCormack
Jason McCormack er den unge mand der skød Ana Lucia Cortez flere gange i maven, da hun var gravid. Han bliver offer for hendes hævntogt i en parkeringskælder.

### Liam Pace
Liam Pace er Charlie Paces bror og forsanger i Drive Shaft.
Han lever det stereotypiske rockstar-liv med stoffer og groupies. Det er hans stofforbrug der ikke bare trækker Charlie ind i miljøet, men som eventuelt også sænker DriveShaft. Han møder ikke op når bandet øver, han kommer ikke til lydtjek til koncerterne og han ødelægger en af bandets sidste chancer for at skaffe penge, til at reklamefilmsoptagelse.
Da han bliver far, flytter han til Sydney og bliver clean. Der går ikke lang tid før han også forsøger at få Charlie ind i et program. Noget han nægter.

### Leonard Simms
Leonard Simms var indlagt på sindssygehospitalet sammen med Hurley og Libby. Han gentager konstant "4, 8, 15, 16, 23 og 42" for sig selv.
Hurley overhører ham og spiller tallene i lottoriet. Da Leonard finder ud af dette bryder han ud i et panikangstanfald og råber "Du har åbnet boksen."

### Marc Silverman
Marc Silverman er Jacks barndomsven. Han har hidtil figureret i to flashbacks.
I det ene er Jack og Marc helt unge. Marc får bank af nogle store drenge, og Jack kommer til hans undsætning, og må vende hjem med et blåt øje. 
Marc ses igen, hvor han skal holde tale til en frokost kort før Jack og Sarahs bryllup. Han joker for sjov med at Jack stadig kan nå at bakke up af brylluppet, hvortil Jack svarer at Marc også kan nå at bakke ud af talen.

### Charles Widmore
Charles Widmore er Penelope Widmores rige far.
Da Desmond Hume kommer for at spørge om hans datters hånd, ydmyger han Desmond, hvilket bliver motivationen bag Desmonds deltagelse i Charles' bådekapløb.

### Matthew Abbadon
Matthew Abbadon har sin første optræden i "The Beginning of the End," hvor han på Hurleys sindssygehospital postulerer at være fra Oceanic Airlines. Hurley er imidlertid suspekt overfor Matthew, der forlader lokalet efter at have spurgt om en ukendt gruppe personer har overlevet, og Hurley dermed får et panisk anfald. Før Naomis hold bliver sendt til øen, er det Abbadon der samler teamet og fungerer som Naomis overordnede.